# 1245
- Wikisource

| Calendário gregoriano                                                        | 1245 MCCXLV                                          |
| Ab urbe condita                                                              | 1998                                                 |
| Calendário arménio                                                           | 694 – 695                                            |
| Calendário bahá'í                                                            | -599 – -598                                          |
| Calendário budista                                                           | 1789                                                 |
| Calendário chinês                                                            | 3941 – 3942 Início a 30 de janeiro (aproximadamente) |
| Calendário copta                                                             | 961 – 962                                            |
| Calendário etíope                                                            | 1237 – 1238                                          |
| Calendários hindus - Vikram Samvat - Calendário nacional indiano - Cáli Iuga | 1300 – 1301 1166 – 1167 4345 – 4346                  |
| Calendário Holoceno                                                          | 11245                                                |
| Calendário islâmico                                                          | 642 – 644                                            |
| Calendário judaico                                                           | 5005 – 5006                                          |
| Calendário persa                                                             | 623 – 624                                            |
| Calendário rúnico                                                            | 1495                                                 |
| Calendário solar tailandês                                                   | 1788                                                 |

1245 (MCCXLV na numeração romana) foi um ano comum do século XIII do Calendário Juliano, da Era de Cristo, a sua letra dominical foi A (52 semanas), teve início a um domingo e terminou também a um domingo.
| Ano completo                    |
| ------------------------------- |
| Ano comum com início ao domingo |

## Eventos
- Fevereiro - Ordem papal para a separação de D. Sancho II e D. Mécia Lopes de Haro por terem casado sem dispensa de consanguinidade. Era uma forma de evitar que o rei tivesse filhos legítimos, o que iria complicar ainda mais a situação política portuguesa.
- Março - O Papa Inocêncio IV responsabiliza D. Sancho II pela anarquia em Portugal.
- Julho - Declaração de D. Sancho II como rex inutilis pelo Papa, no Concílio de Lyon, face às acusações dos bispos portugueses.
- Agosto - Os partidários de D. Sancho II vencem os seus adversários na Lide de Gaia.
- Setembro - D. Afonso, conde de Bolonha, celebra um pacto com os bispos portugueses, onde faz promessas genéricas.
- Dezembro - D. Afonso chega a Lisboa em plena guerra civil. O príncipe Afonso de Castela, o futuro Afonso X, militarmente apoiava D. Sancho II e pela via diplomática acusava o conde de Bolonha de violências injustificadas. Os trovadores da época dão conta das traições de vários alcaides de castelos da Beira.

## Nascimentos
- D. Afonso Ermigues do Amaral, Senhor do souto de Lourosa e da Quinta do Amaral.
- Nicolau de Tolentino, santo, padre e místico católico italiano (m. 1305).

## Mortes
- Infante de Portugal Rodrigo Sanches na Lide de Gaia.
- 19 de Agosto - Raimundo Berengário V da Provença n. 1198, foi conde da Provença.
- João Fernandes de Lima, nobre e Cavaleiro medieval do Reino de Portugal, foi o primeiro da sua família a usar o apelido Lima, n. 1170.